# Perzsa selyemakác
A perzsa selyemakác (Albizia julibrissin) a hüvelyesek (Fabales) rendjébe, ezen belül a pillangósvirágúak (Fabaceae) családjába tartozó növényfaj.
Fogyasztása tilos, szerepel az OGYÉI tiltólistáján is.

## Elterjedése
A selyemakác sok helyütt meghonosodott; őshazája Ázsia keleti, valamint déli részén, Irántól Kína keleti oldaláig terjed. A szubtrópusi öv északi határán Perzsiától Japánig őshonos faj. Több mint száz faja él Ázsiában, Afrikában, Ausztráliában.
A 18. század óta ismert Amerikában és Európában.
Utcasorfaként kedvelt és elterjedt a mediterrán országokban.

## Megjelenése
Magassága 6-10 méter lehet, koronája ernyős. Levelei aprók, virágai fényes rózsaszínűek, pamacsszerű fejecskékben ülnek a hajtásokon. Júniustól szeptemberig több hullámban nyílnak sokporzós lilásrózsaszín porzószálaktól borzas, illatos, díszes virágcsomói.
Virágzáskor a méhek előszeretettel látogatják.
Termése 12–18 cm hosszú, lapos babhüvelyhez hasonló, a magok érése után barnás színűvé válik. Télen sokáig a fán marad.
Levelei éjjel felhajlanak (összecsukódnak).
A selyemakác levelek ősszel sárga színűek.
Védett, napos, meleg helyet kedvel, mérsékelten száraz talajt igényel. Bármilyen talaj, még a sós is megfelelő számára.

## Képek

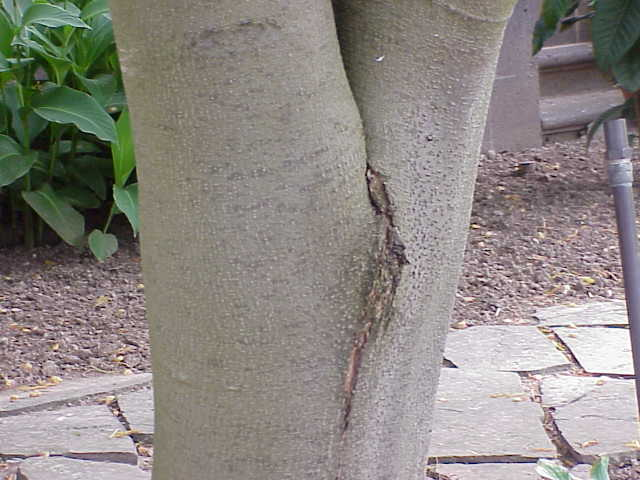
Törzse
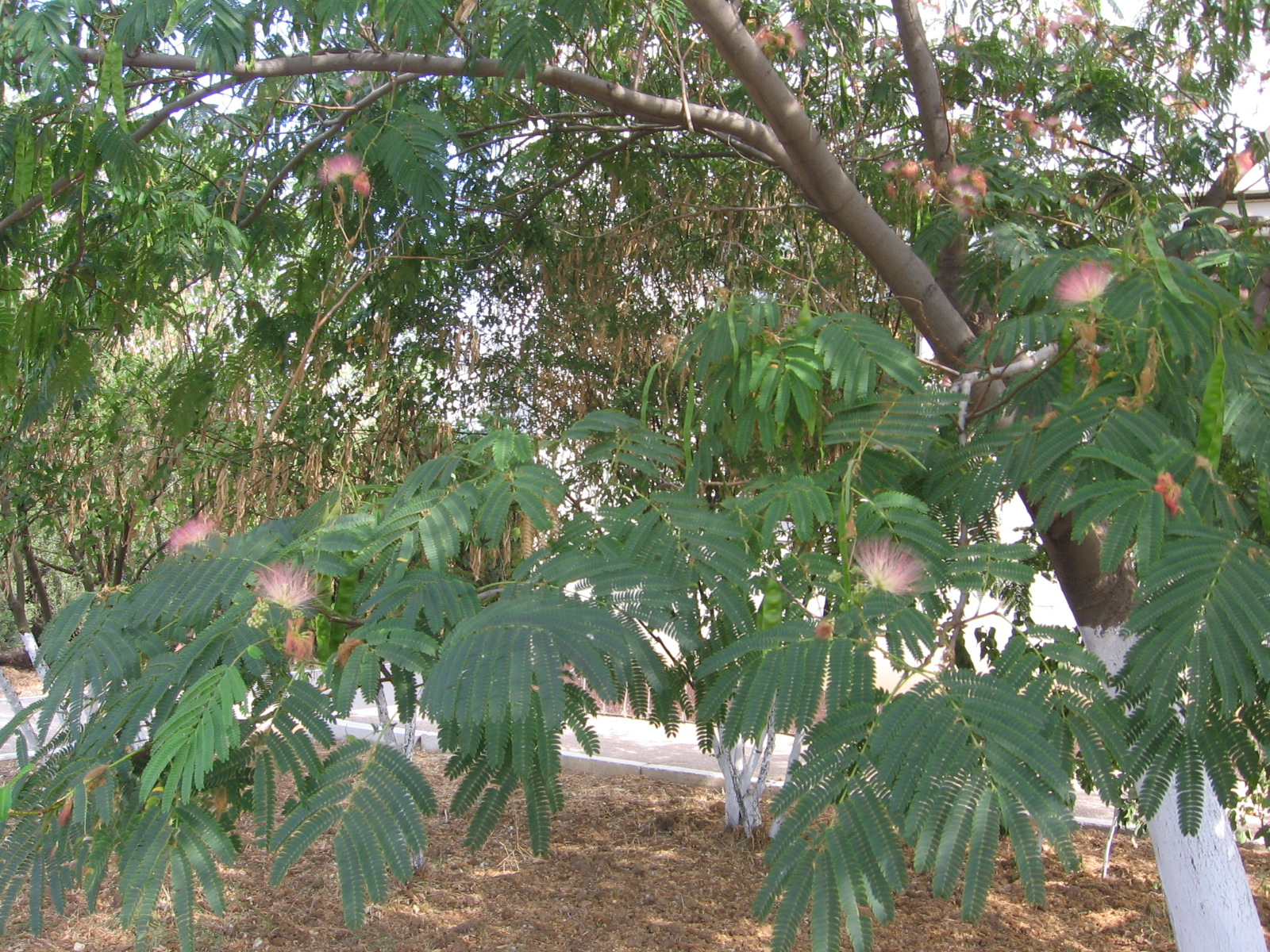
Levelei
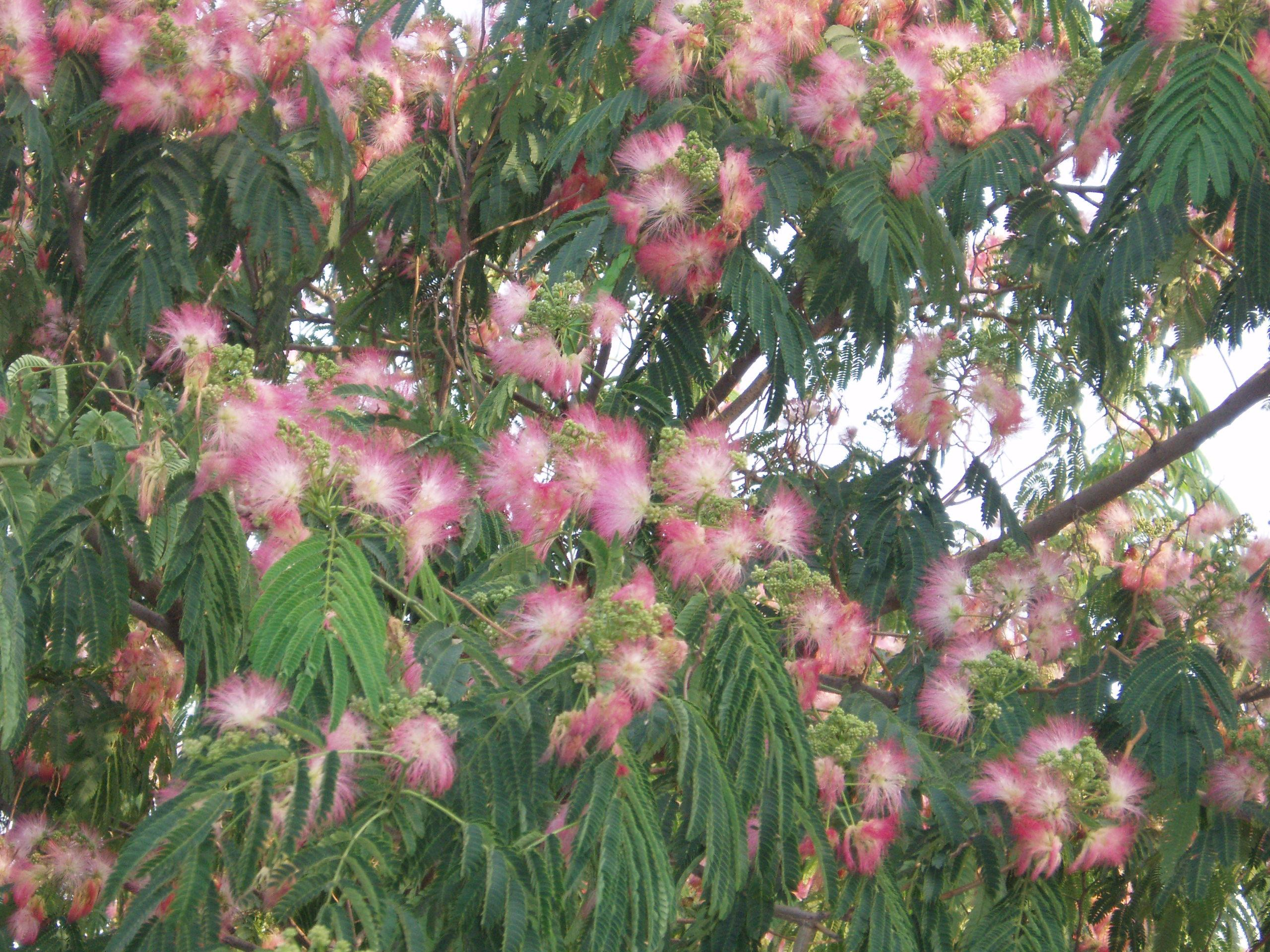
Virágai
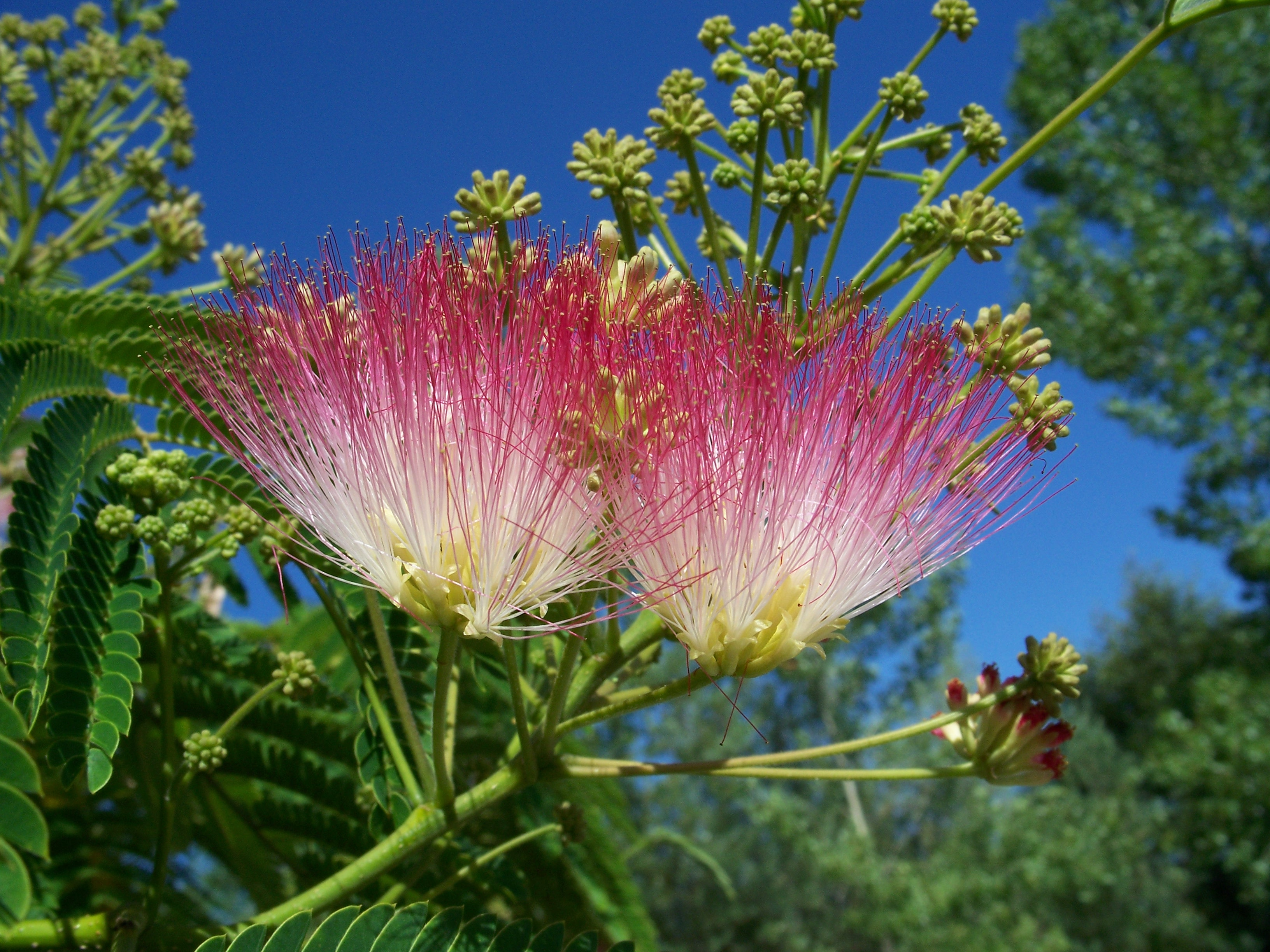
Virágai közelről
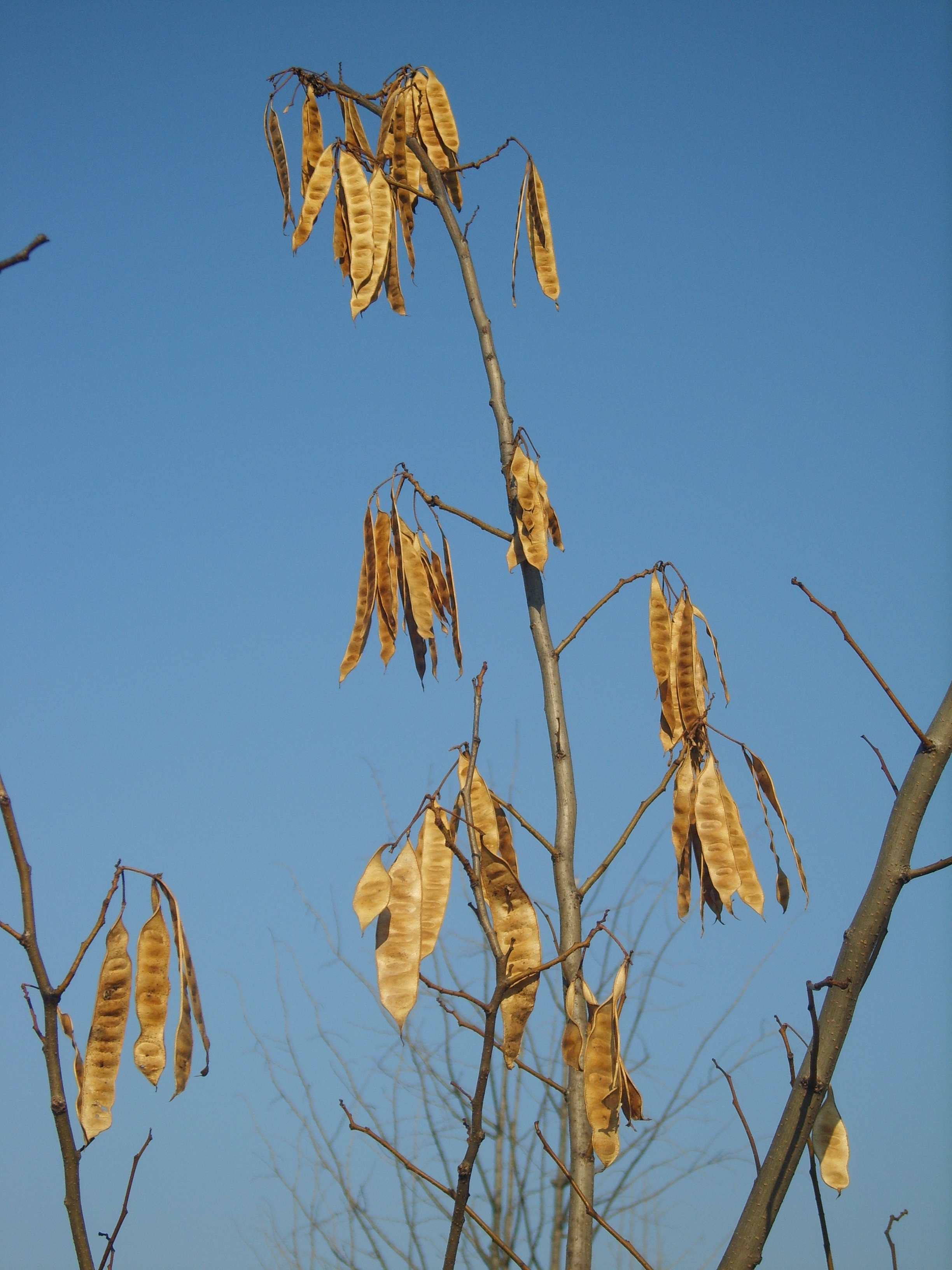
Termései